# Plaetoria de jure dicundo
La lex Plaetoria de jure dicundo va ser una antiga llei romana que establia que el pretor urbà havia de portar dos lictors davant seu, i havia d'administrar justícia del matí fins a la caiguda el sol. Està datada l'any 366 aC i va ser proposada per Marc Pletori, tribú de la plebs.